# گابریل متسو
گابریل متسو (هلندی: Gabriël Metsu؛ ۱۶۲۹ – خاکسپاری ۲۴ اکتبر ۱۶۶۷) نقاش هلندی صحنه‌های زندگی روزمره در دوران طلایی هلند بود. او هنرمندی تجربه‌گر و نخبه بود و به یک شیوه کار نمی‌کرد.
تنها ۱۴ نقاشی از ۱۳۳ اثر متسو دارای تاریخ است.

## نگارخانه

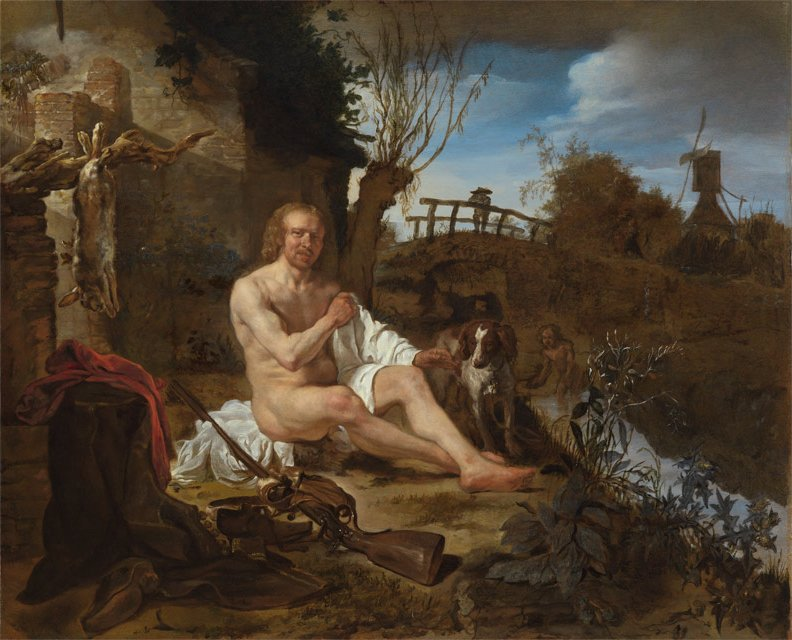
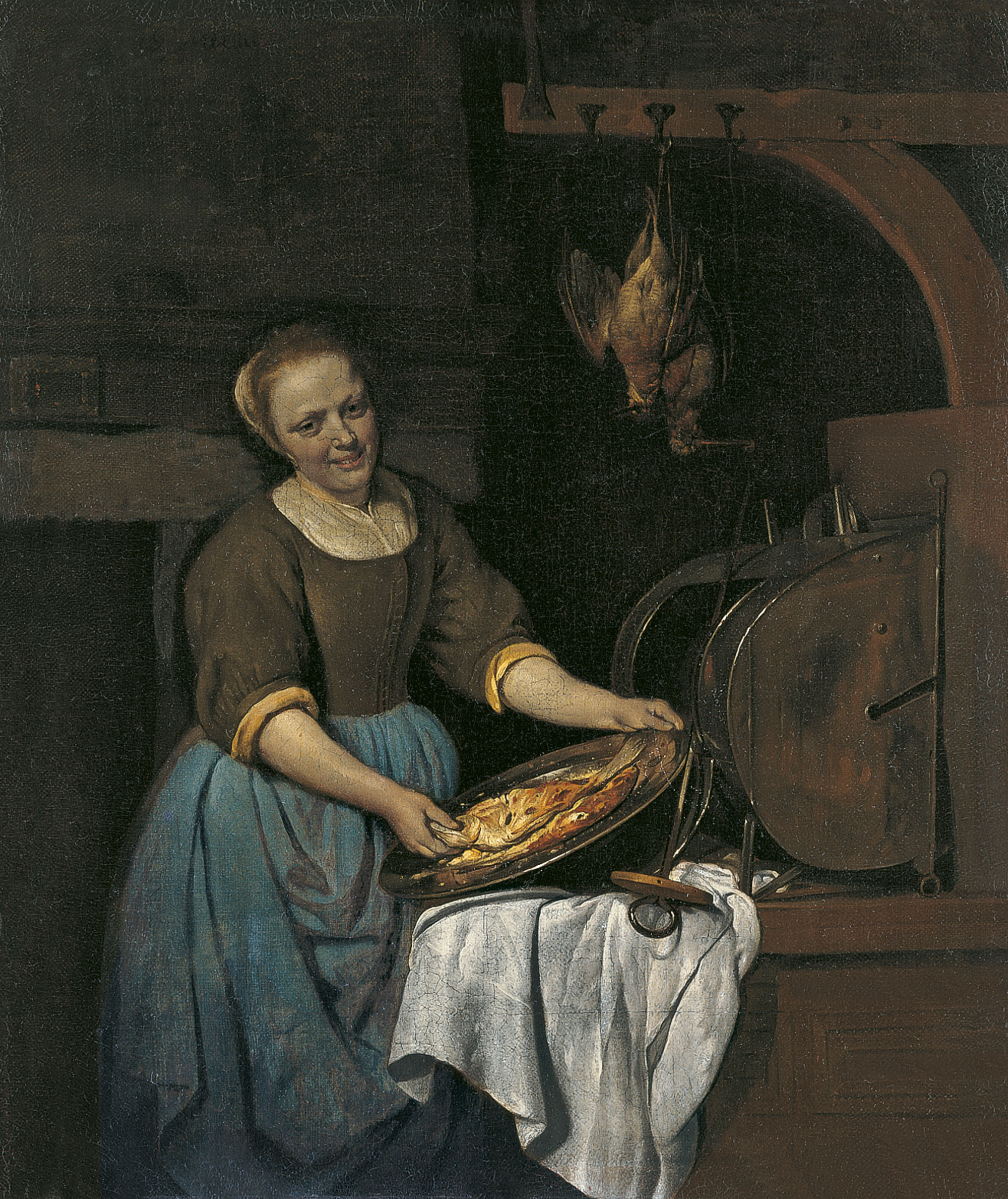
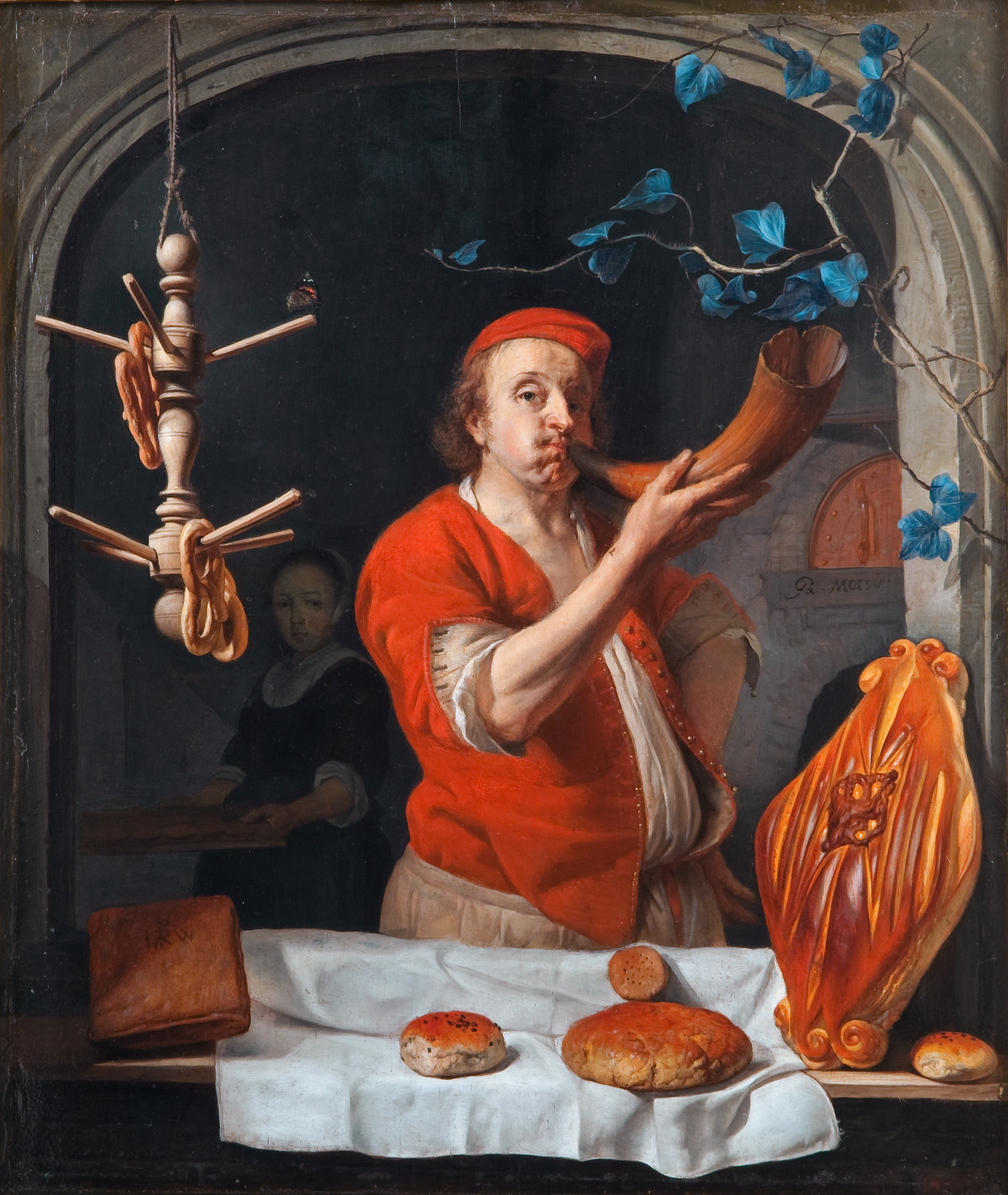
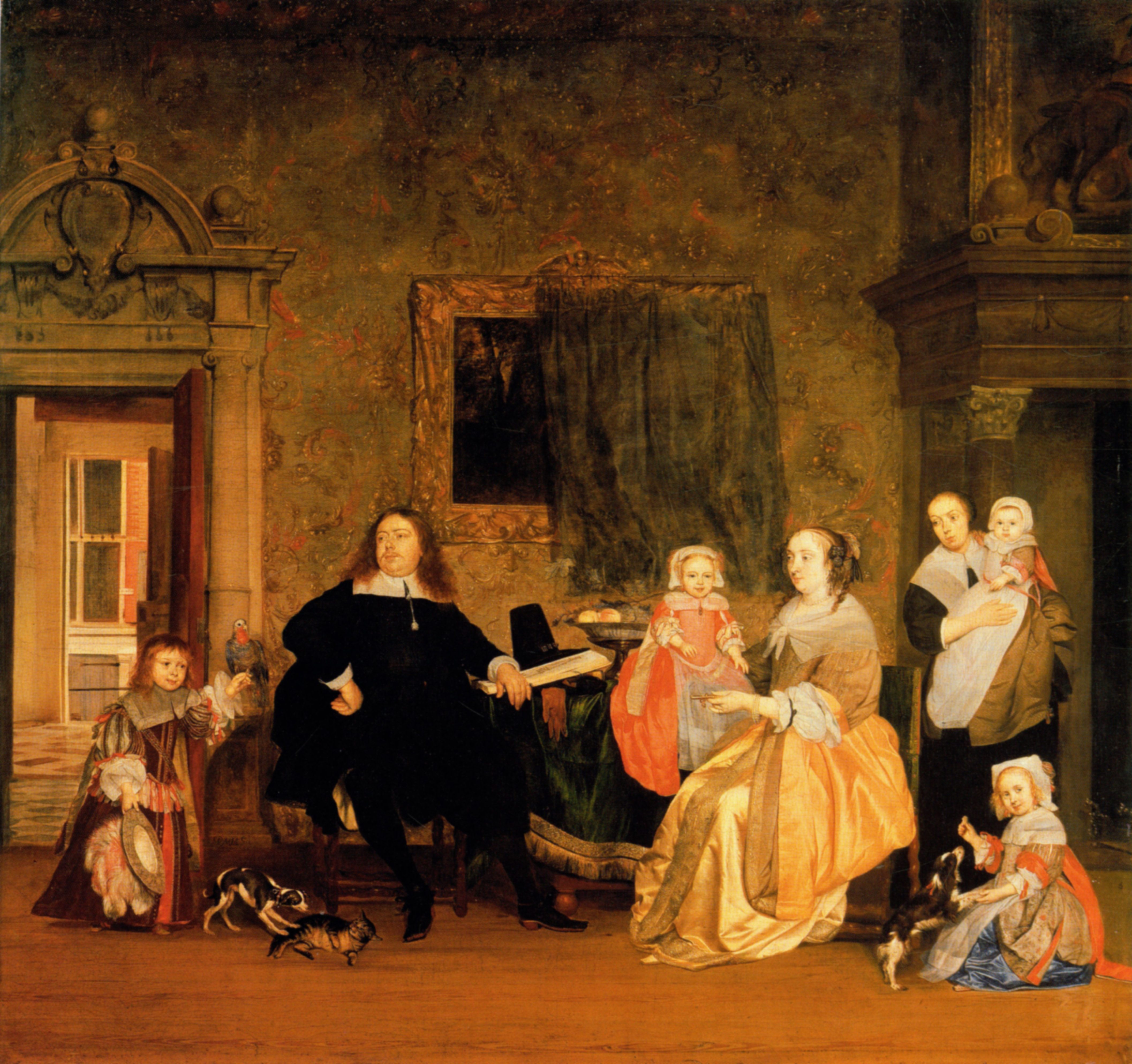
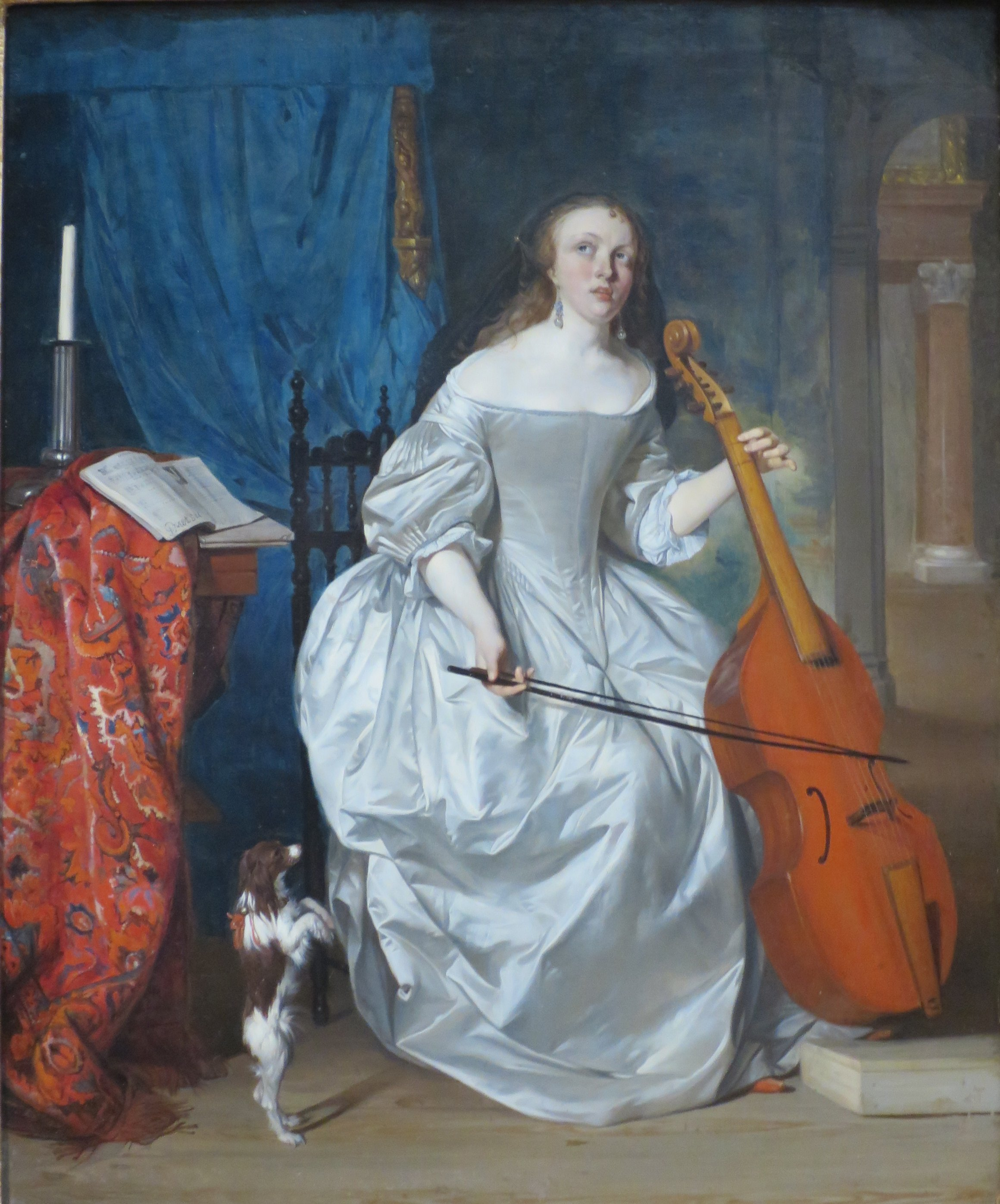
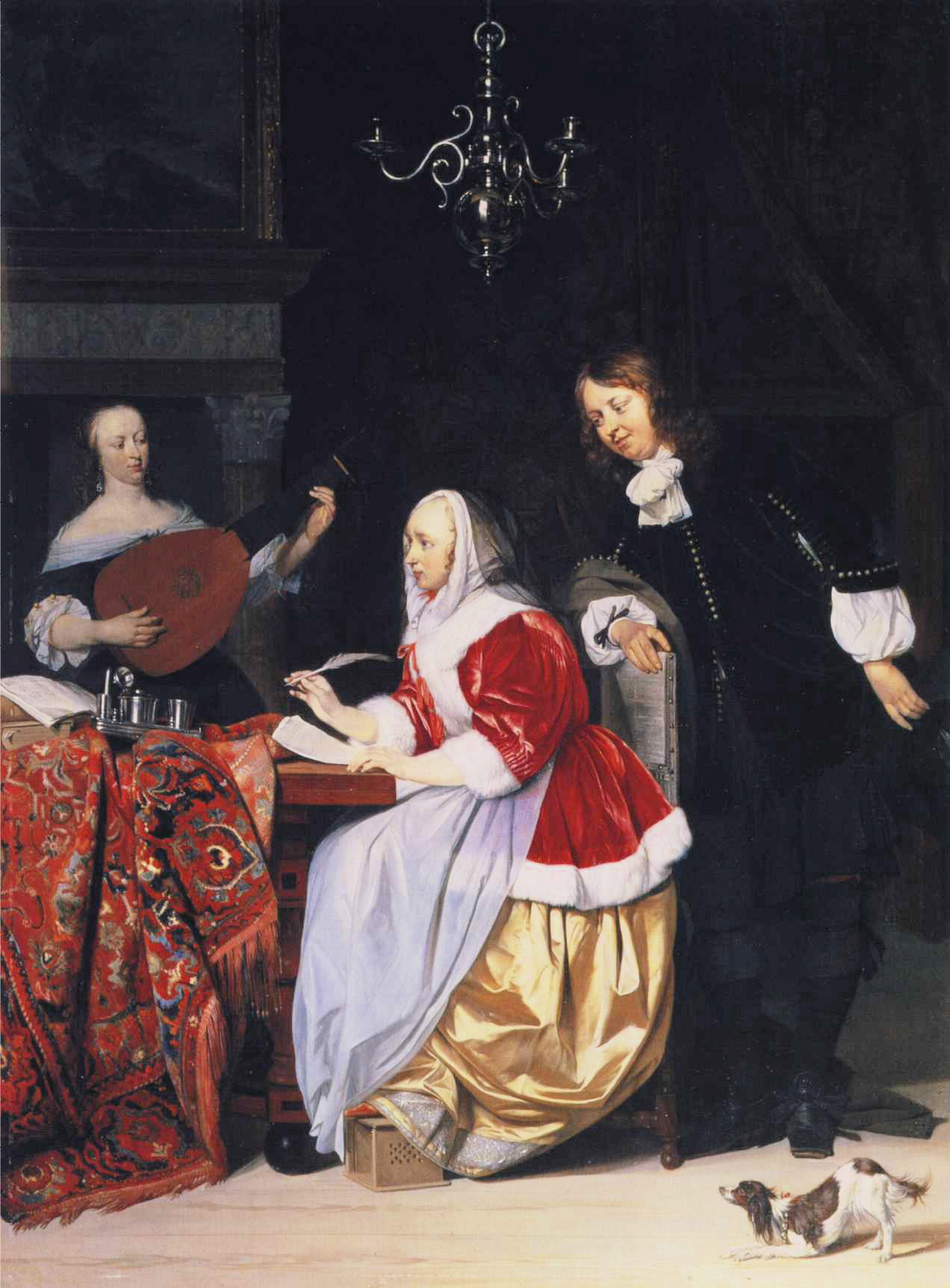
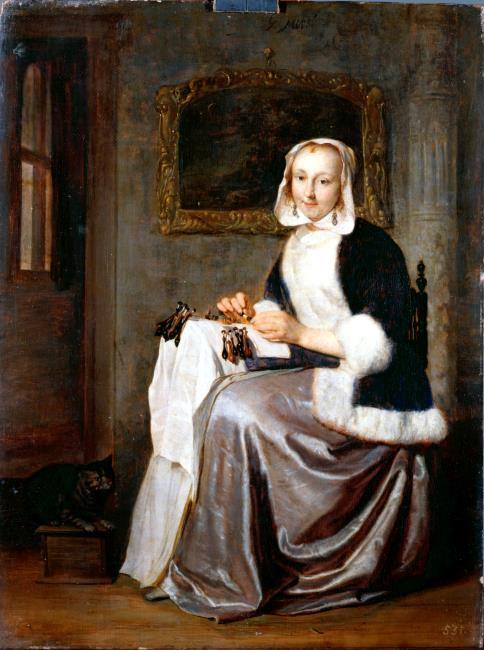
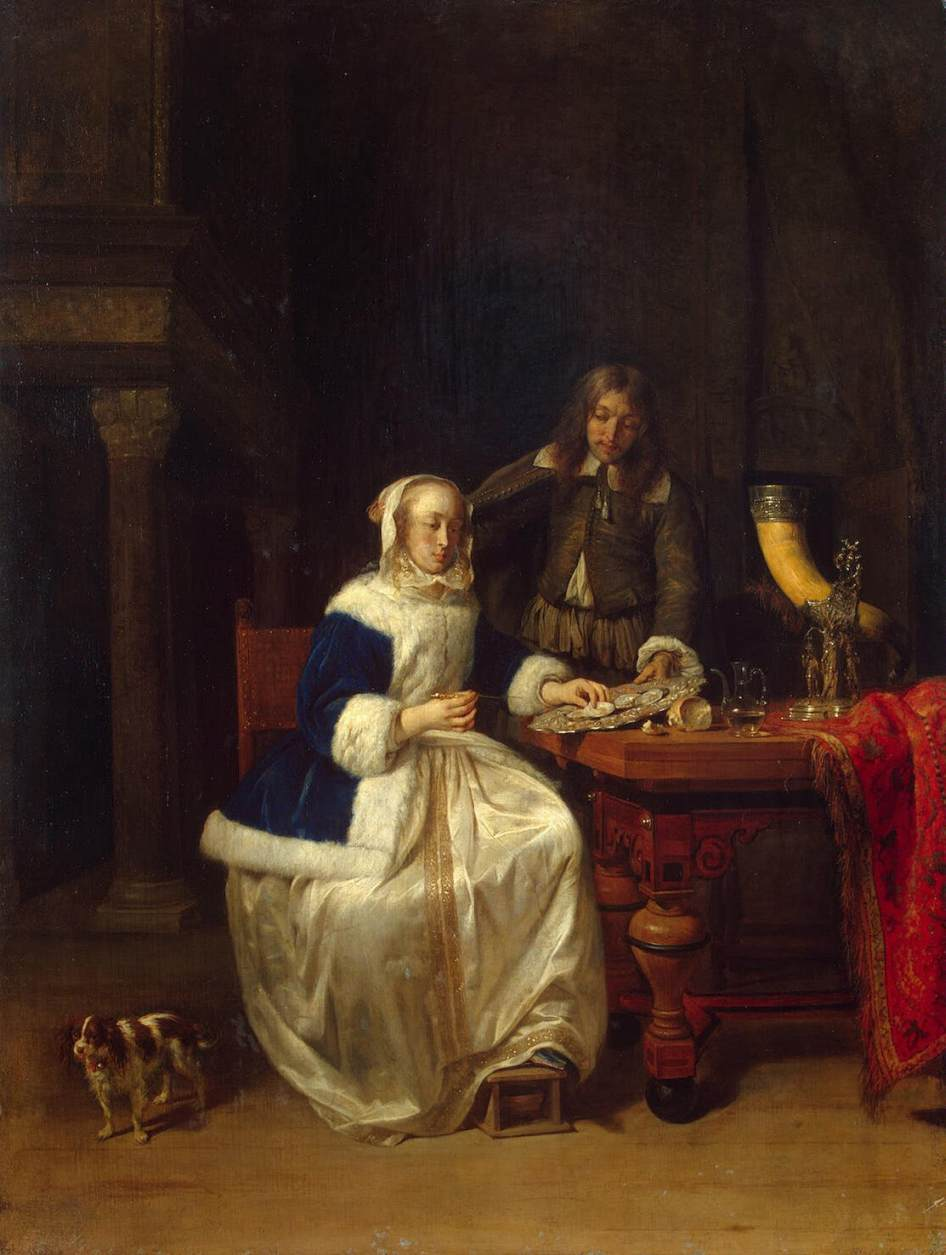
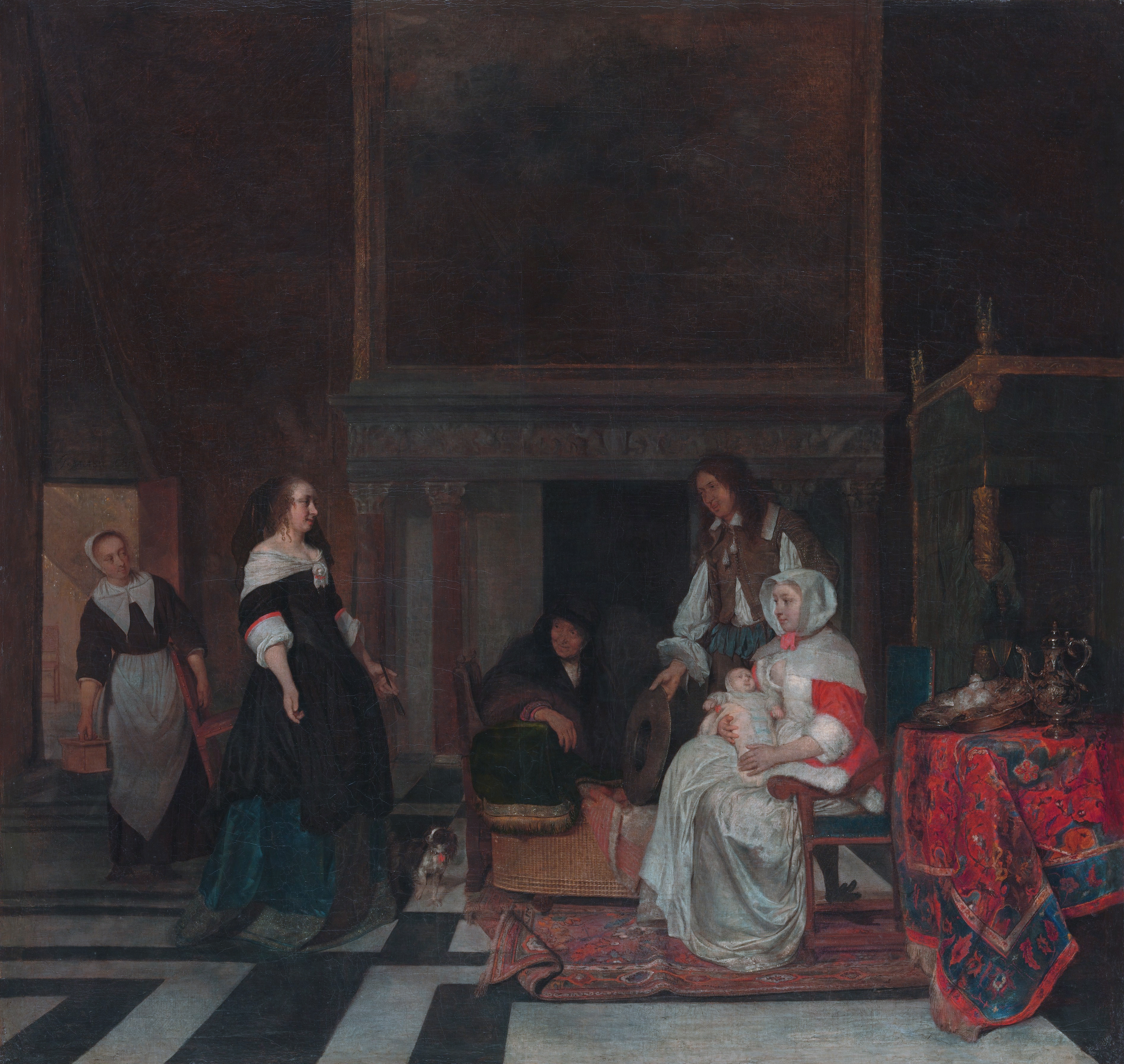
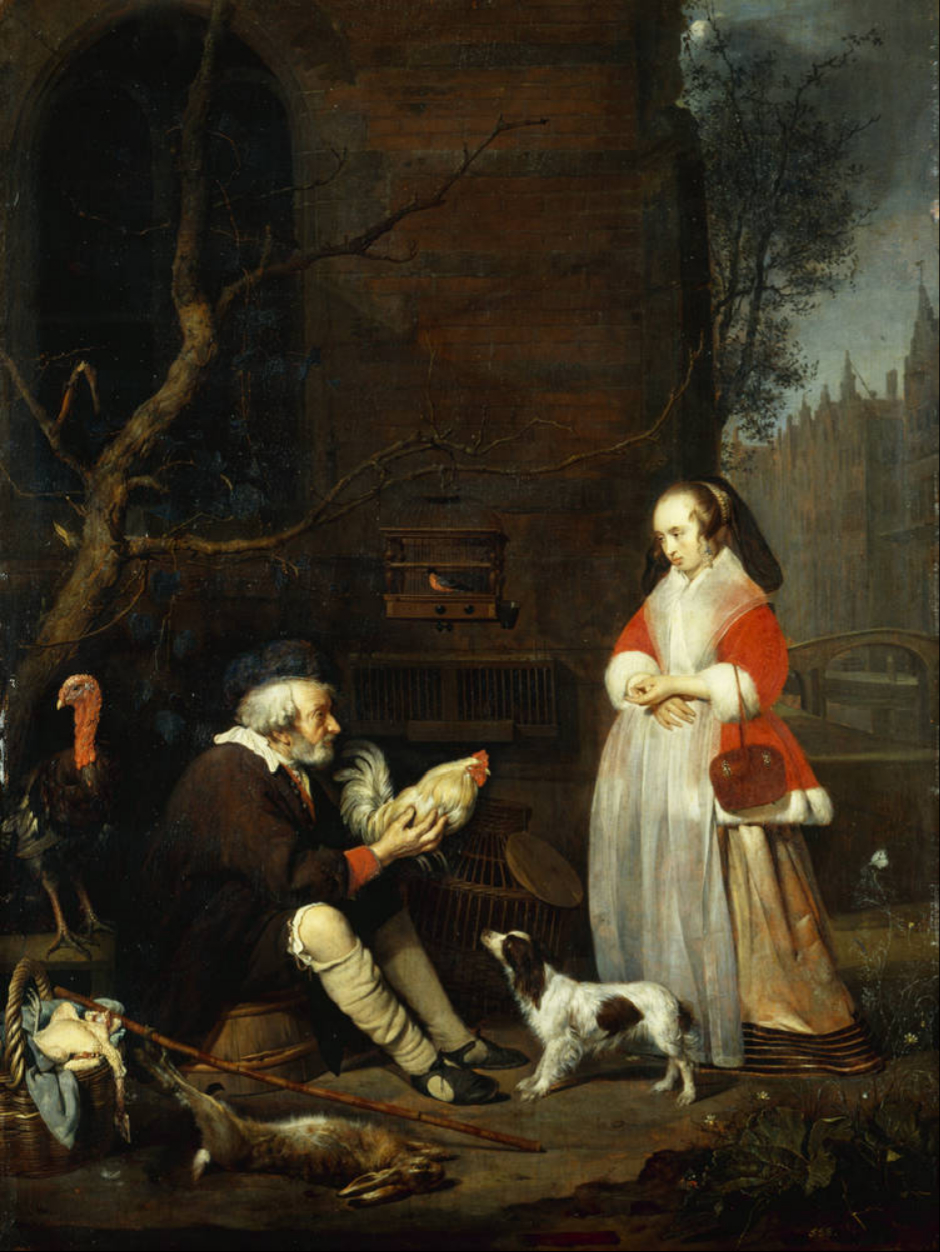
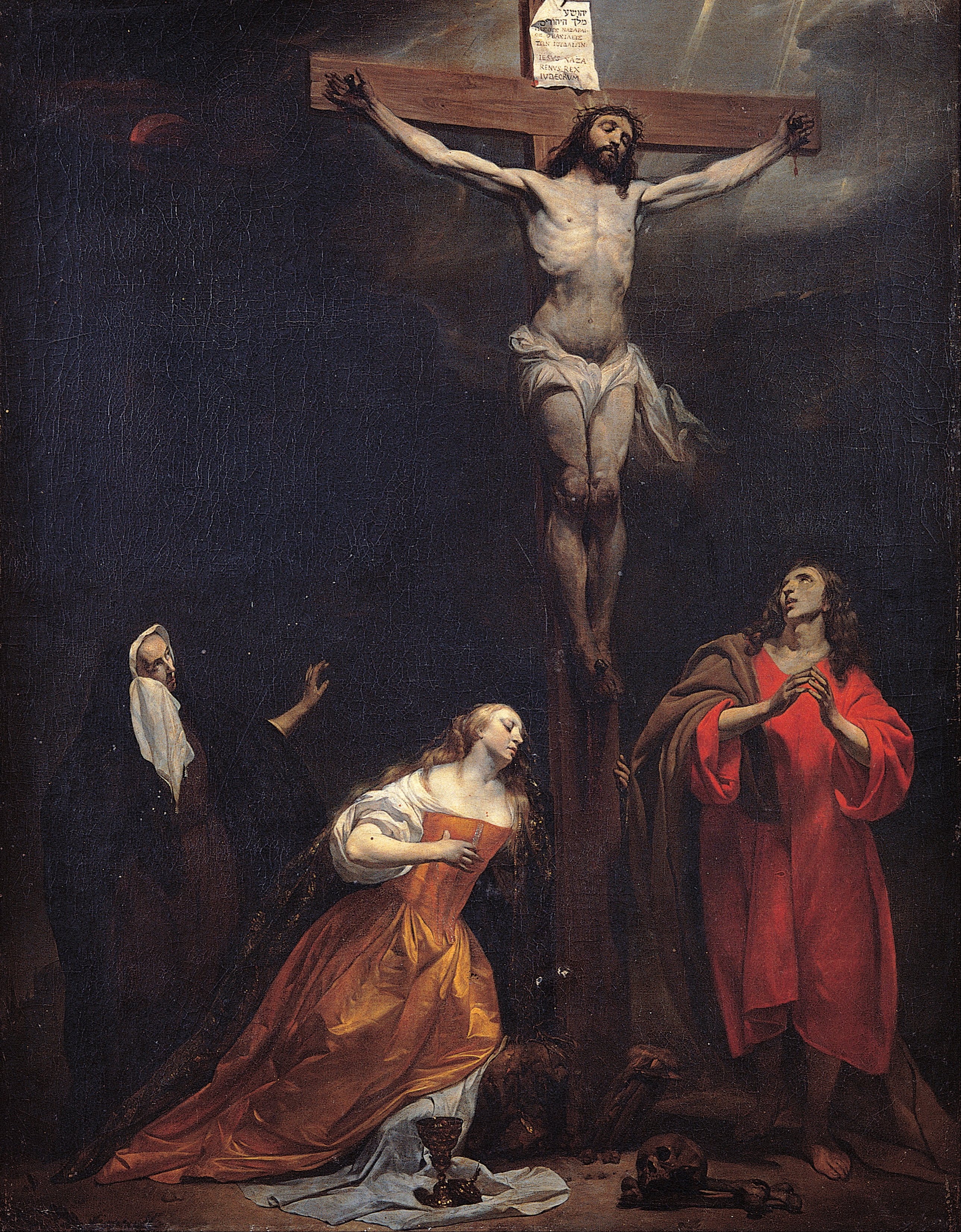
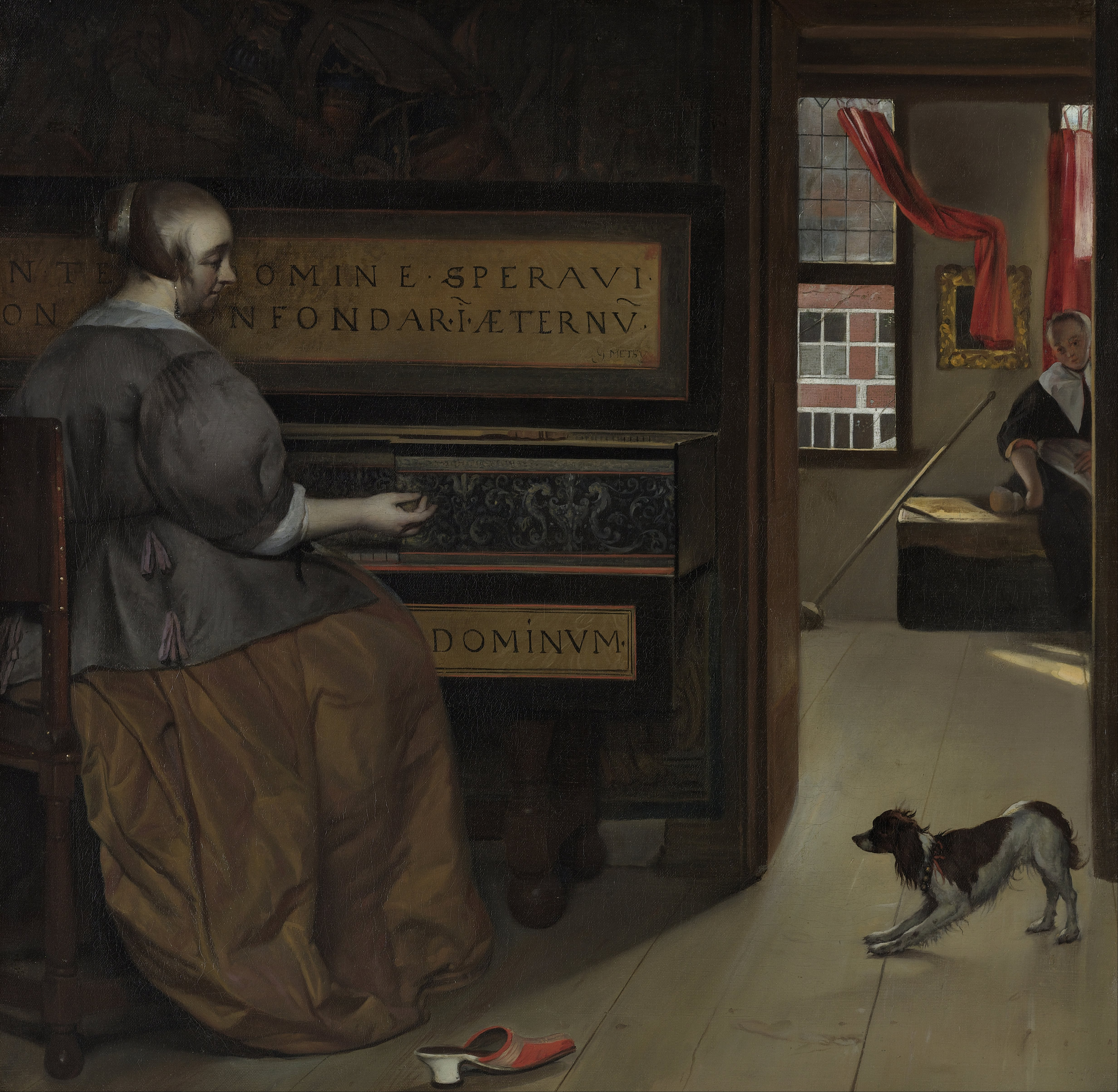
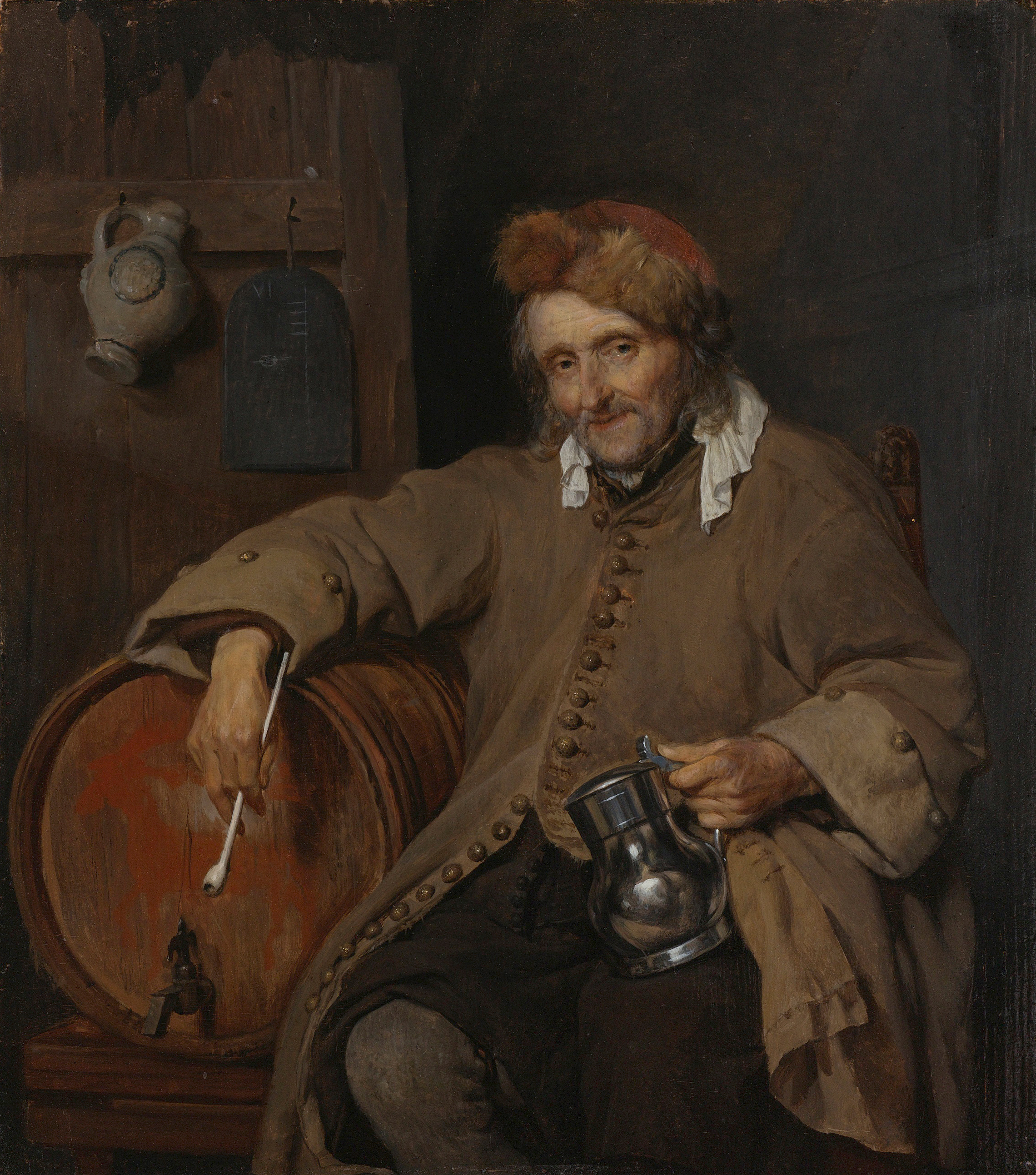
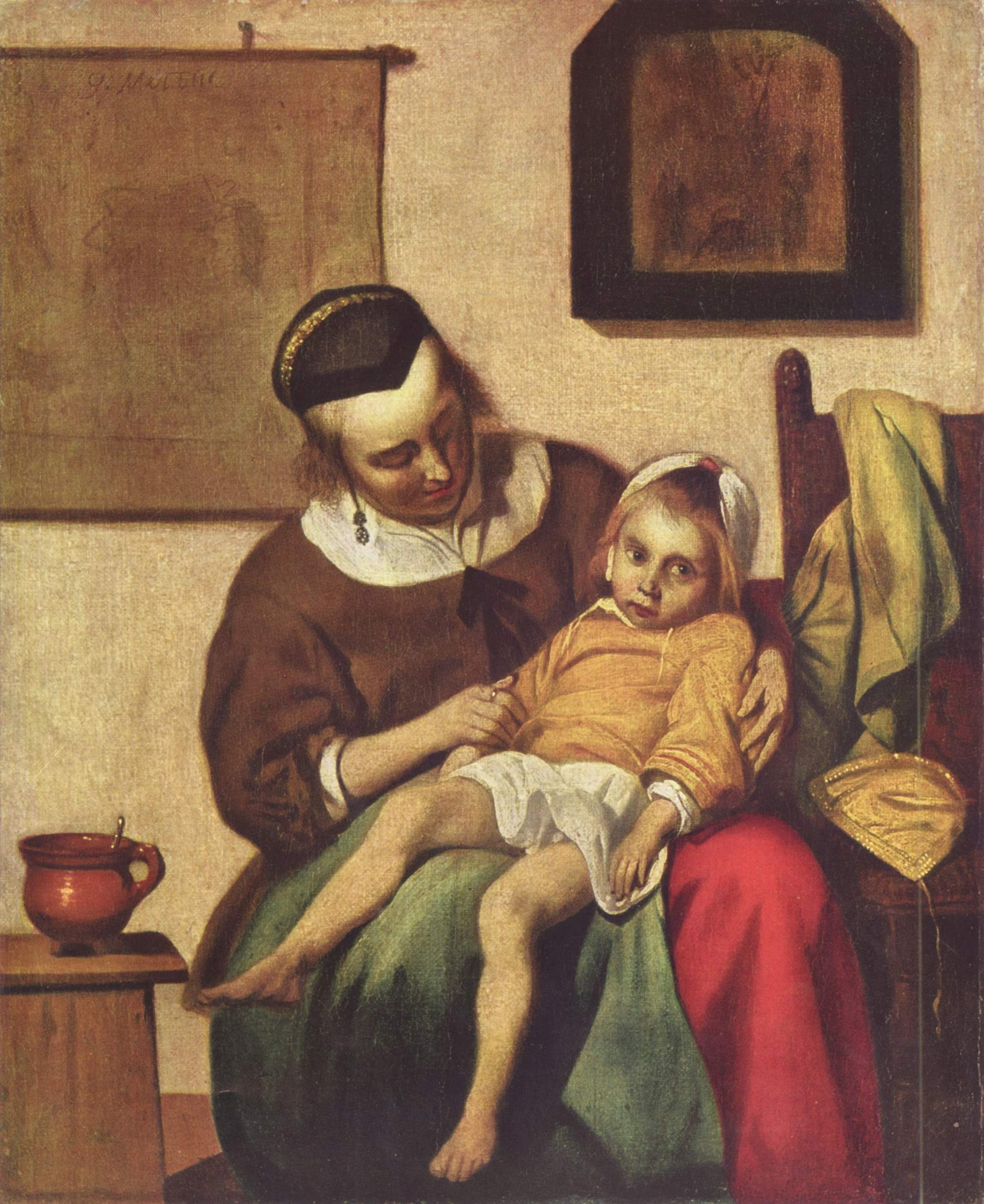